# Wiege der Menschheit

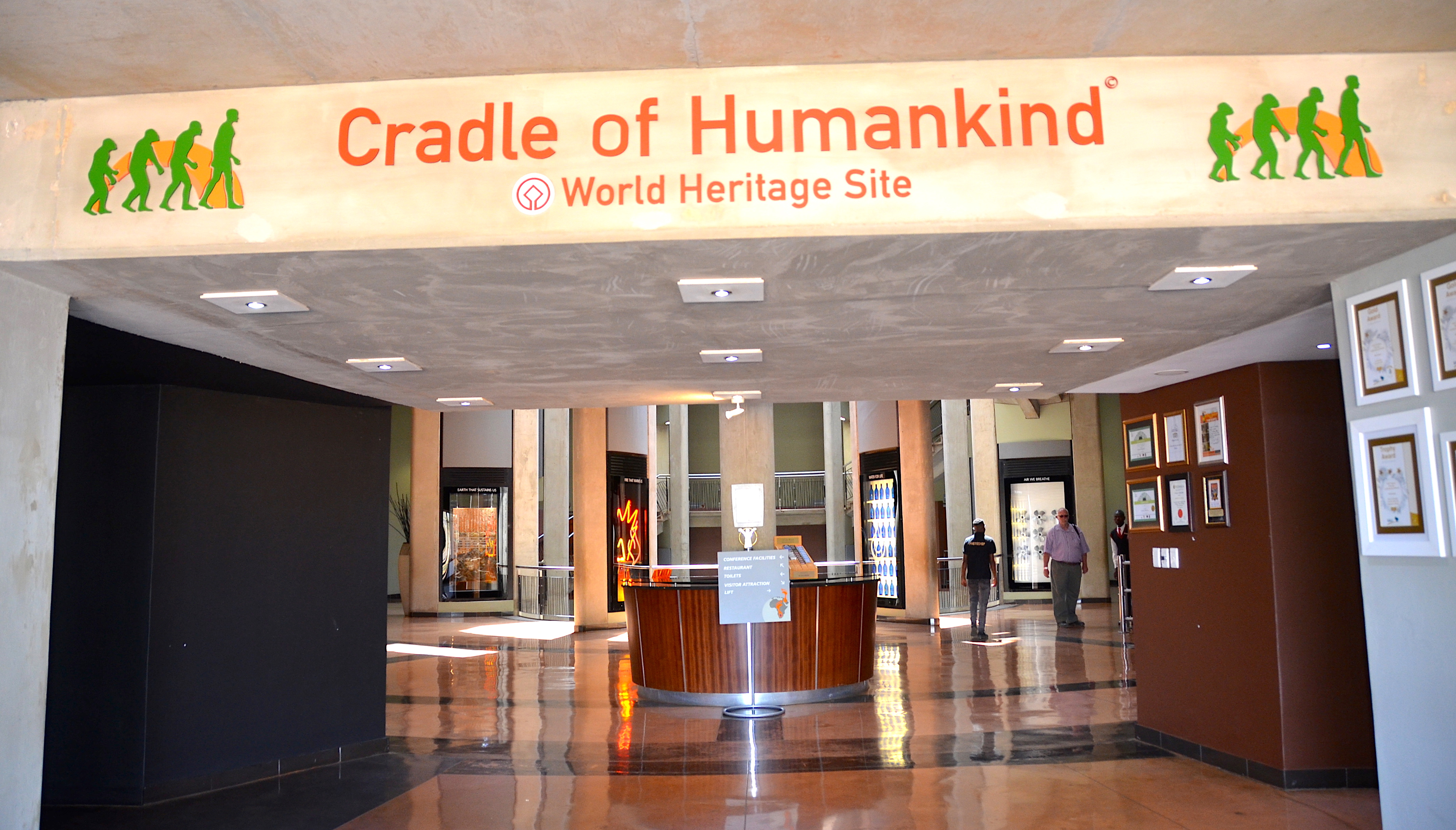
Maropeng-Besucherzentrum

Wiege der Menschheit ist eine Metapher für jene Region, in der sich die Hominisation zugetragen hat, also die biologische Evolution und die frühe kulturelle Entwicklung der Gattung Homo. Diese Redewendung bezieht sich insbesondere auf den anatomisch modernen Menschen (Homo sapiens), häufig jedoch auch auf dessen Vorläufer-Arten wie Homo erectus und die Australopithecinen. In diesem weiteren Sinne bezieht sich die Metapher auf die Region, in der der letzte gemeinsame Vorfahre des Menschen und der Schimpansen lebte.
Schon Charles Darwin hatte 1871 vermutet, der Mensch habe sich in Afrika entwickelt, da seine nächsten Verwandten – Gemeine Schimpansen, Bonobos und Gorillas – dort beheimatet sind. Seit 1924, als das damals älteste Fossil eines unmittelbaren Vorfahren des Menschen in Südafrika entdeckt wurde (das Kind von Taung), trugen zahlreiche weitere Fossilfunde dazu bei, dass Darwins Hypothese heute als sehr gut abgesichert gilt und daher Afrika von den Paläoanthropologen als die Wiege der Menschheit angesehen wird. Bedeutende Fundstellen befinden sich in Südafrika, entlang des Großen Afrikanischen Grabenbruchs, vor allem in Kenia, Tansania und Äthiopien sowie in der Höhle von Djebel Irhoud in Marokko.
Als älteste hominine Funde außerhalb Afrikas gelten die Fossilien von Dmanisi, deren Alter auf 1,75 bis 1,8 Millionen Jahre datiert wurde.

## Cradle of Humankind
Als Cradle of Humankind (engl. für Wiege der Menschheit) werden seit einigen Jahren die Fundstätten homininer Fossilien in Südafrika bezeichnet. Insbesondere sind damit jene Stätten gemeint, die auf der Liste des Weltkulturerbes der UNESCO eingetragen sind. Vor rund zwei Millionen Jahren lebten in dieser Region nachweislich mindestens drei hominine Gattungen: Australopithecus, Paranthropus sowie – als Vertreter der Gattung Homo – Homo erectus, der als wahrscheinlichster Kandidat für den direkten Vorgänger des Homo sapiens gilt.
1999 wurde ein 25.000 Hektar großes Gelände im Witwatersrand-Becken, ungefähr 50 Kilometer nordwestlich von Johannesburg in der Provinz Gauteng, als Schutzgebiet ausgewiesen. Es umfasst 15 größere Grabungsstellen mit mehreren hundert Kalkstein-Höhlen, in denen zahlreiche Überreste fossiler Pflanzen, Tiere und Vormenschen gefunden wurden. Einbezogen sind unter anderem die Höhlen von Sterkfontein und Swartkrans, die Wonder Cave und die Coopers Cave von Kromdraai sowie die Malapa-Höhle. Nahezu ein Drittel aller bislang bekannten Vormenschen-Fossilien wurde hier entdeckt.
2005 wurde die Welterbestätte um den rund 300 Kilometer vom Kerngelände gelegenen Fundort des ersten Fossils von Australopithecus africanus bei Taung in der Nordwestprovinz und das Makapansgat (Makapan-Tal) nahe Mokopane in der Provinz Limpopo erweitert.
Seit 2005 gibt es ein Besucherzentrum mit dem Namen Maropeng (Setswana für Rückkehr an unseren Ursprungsort) in der Nähe der Höhlen von Sterkfontein. Das äußerlich teilweise als Hügelgrab gestaltete Gebäude bietet Raum für Ausstellungen unter anderem zur Erdgeschichte, zum Entstehen von Fossilien und zur Evolution; ferner werden Nachbildungen aller bedeutenden homininen Fossilien gezeigt.

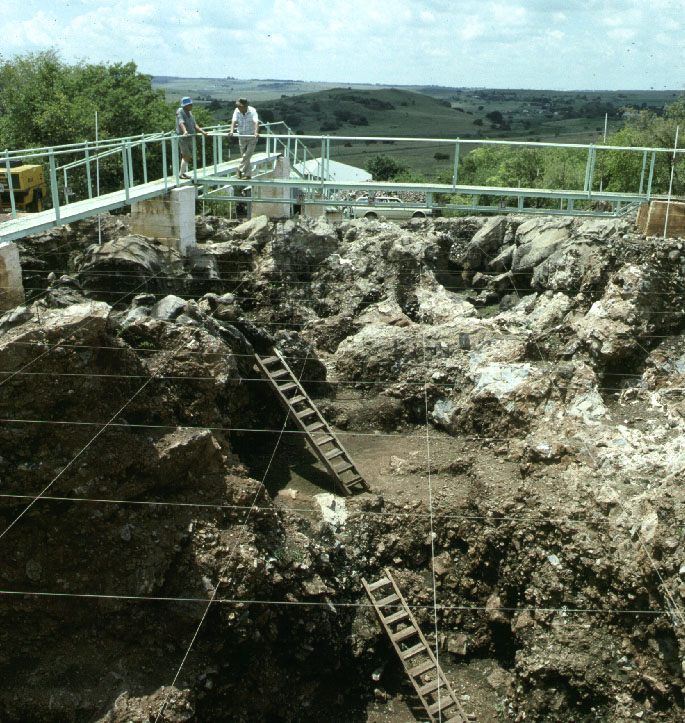
Der Fundort von „Mrs. Ples“ in Sterkfontein
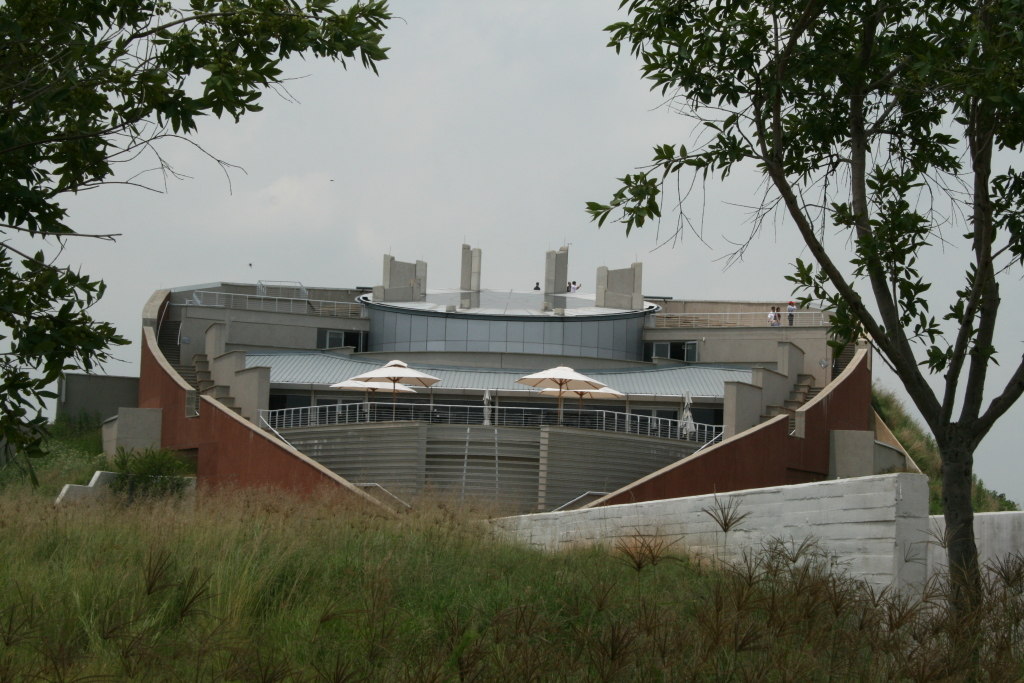
Das Besucherzentrum Maropeng
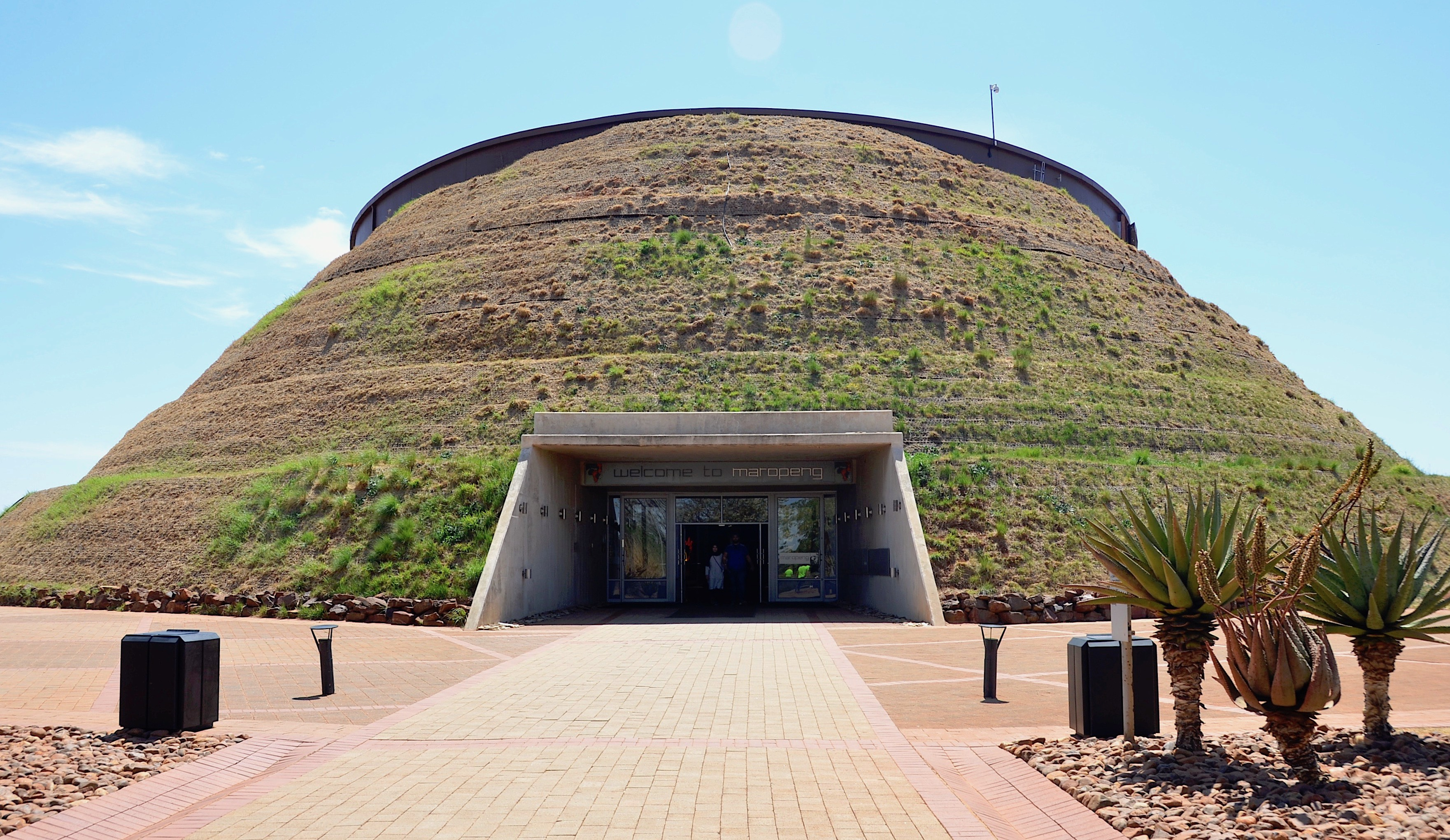
Besuchereingang Maropeng

## Bestandteile des Weltkulturerbes
| \| \| |
|       |

|  |

## Belege
1. ↑  Charles Darwin: The Descent of Man, and Selection in Relation to Sex. London, John Murray, 1871, Band 1, S. 199: „In each great region of the world the living mammals are closely related to the extinct species of the same region. It is therefore probable that Africa was formerly inhabited by extinct apes closely allied to the gorilla and chimpanzee; and as these two species are now man's nearest allies, it is somewhat more probable that our early progenitors lived on the African continent than elsewhere.“
2. ↑  Andy I. R. Herries et al.: Contemporaneity of Australopithecus, Paranthropus, and early Homo erectus in South Africa. In: Science. Band 368, Nr. 6486, eaaw7293, doi:10.1126/science.aaw7293.
 Our direct human ancestor Homo erectus is older than we thought. Auf: eurekalert.org vom 2. April 2020.
3. ↑  Ann Gibbons: Great age suggested for South African hominids. In: Science. Band 300, Nr. 5619, 2003, S. 562, doi:10.1126/science.300.5619.562.
4. ↑  Vanessa M. Hayes: Treasure Caves. In: Science. Band 335, Nr. 6064, 2012, S. 40, doi:10.1126/science.1211058.
5. ↑  Fossil Hominid Sites of South Africa. whc.unesco.org, abgerufen am 3. Mai 2015 (englisch).

- Karte mit allen Koordinaten:
- OSM |
- WikiMap